# Виоланта Беатрикс Баварска
Виоланта Беатрикс Баварска (на немски: Violante Beatrix von Bayern, на италиански: Violante Beatrice di Baviera, * 23 януари 1673, Мюнхен; † 29 май 1731, Флоренция) от род Вителсбахи, е принцеса от Бавария и чрез женитба велика принцеса на Великото херцогство Тоскана, от 1717 до нейната смърт 1731 г. гувернаторка на Сиена.

## Живот
Тя е най-малката дъщеря на Фердинанд Мария (1636 – 1679) и съпругата му принцеса Хенриета Аделхайд Савойска (1636 – 1676), дъщеря на херцог Виктор Амадей I от Савоя и съпругата му принцеса Христина Френска.
Виоланта Беатрикс се омъжва (per procurationem) на 19 януари 1689 г. във Флоренция за Фердинандо де  Медичи, наследствен велик принц на Тоскана (1663 – 1713), най-възрастният син на велик херцог Козимо III Медичи (1642 – 1723). След дълго заболяване тя става бездетна.
След смъртта на нейния съпруг през 1713 г., заради испанската наследствена война тя не може да се върне в двора на нейния брат, курфюрст Максимилиан II Емануел Баварски. Нейният свекър Козимо III де Медичи я назначава през 1717 г. за гувернаторка на Сиена. Поддържа добри връзки с Рим. От папския легат тя е наградена с даваната рядко „Златна роза“.
През 1730 г. Виоланта Беатрикс се разболява и умира на 29 май 1731 г. В завещанието си тя определя за главен свой наследник нейният племенник Фердинанд Мария на манастири, църкви и сиропиталища в Бавария и Италия. Освен това всичките нейни дворцови държавни служители получават заплатите си за 20 години.